# Villambrán de Cea
Villambrán de Cea es una localidad y también una pedanía del municipio de Lagartos , en la comarca de la Vega-Valdavia en la provincia de Palencia, comunidad autónoma de Castilla y León, España.

## Geografía
En el límite con la provincia de León , 6,5 km a oeste de Villambroz y 2,5 al norte de Lagartos.

## Demografía
Evolución de la población en el siglo XXI
| Gráfica de evolución demográfica de Villambrán de Cea entre 2000 y 2020 |
|                                                                         |
| Población de derecho (2000-2020) según el padrón municipal del INE      |

## Historia
A la caída del Antiguo Régimen la localidad se constituye en municipio constitucional y que en el censo de 1842 contaba con 24 hogares y 125 vecinos, para posteriormente integrarse en Terradillos de los Templarios.

## Monumentos
Iglesia de Santa Marina: presenta una espadaña estupenda y una pila Bautismal de piedra muy antigua.